# Урман-Бишкадак
Урман-Бишкадак (баш. Урман-Бишҡаҙаҡ) — село в Ишимбайском районе Башкортостана, административный центр Урман-Бишкадакского сельсовета.

## Географическое положение
Расстояние до:
- районного центра (Ишимбай): 11 км,
- ближайшей ж/д станции (Стерлитамак): 23 км.

## История
в XVIII—XIX вв. называлась Кунказаевым. Названа по имени первопоселенца Кунказая. Сын первопоселенца Байгужа Кунказаев жил в 1758—1822 гг. Его сын — Муллагул, внуки: Мурзабай, Идрис.
Скорее всего Кунказай был выходцем из деревни Бишкадак (сейчас Яр-Бишкадак), об этом говорит общее название соседних деревень и то, что к 1795 году Бишкадак был численно крупнее (196 против 92 человек).
Деревня входила в 15-ю юрту 7-го башкирского кантона башкиро-мещерякского войска, одновременно по этническому разделению — в Ильсектимеровую тюбу Тельтим-Юрматынской волости. Позднее в Азнаевскую волость Стерлитамакского уезда, Уфимской губернии, с 1922 года в Стерлитамакский кантон).
В Кунказаеве занимались скотоводством. 28 дворов с 206 жителями в 1839 г. владело 413 лошадьми, 377 коровами, 94 овцами, 50 козами. Имелось всего 38 ульев. На всех сеяли 204 пуда озимого и 832 пуда ярового хлеба.
В 1912 году муллой деревни Кулказаевой был Ганиятулла Нигаметуллин. Мечеть построили в 1909 году.
В 1924 году открылась двухэтажная Урман-Бишкадакская школа крестьянской молодёжи на 70 учеников, с интернатом и хозяйственными постройками, во время войны — детский дом.
В 1985 году трестом «Ишимбайжилстрой» по проекту института «Башгражданстрой» в селе построены экспериментальные жилые дома.
Село расположено у подножия одного из уцелевших (было 4) пока трёх шиханов, горы Торатау.

## Население
| 1795 | 1834 | 1920 | 2002 | 2009 | 2010 |
| ---- | ---- | ---- | ---- | ---- | ---- |
| 92   | ↗206 | ↗446 | ↗715 | ↗779 | ↘613 |

## Улицы
| - Дорожная | - Зелёная | - Лесная | - Чапаева | - Центральная | - Школьная |

## Образование
- Средняя школа.
- Социально-реабилитационный центр для несовершеннолетних «Надежда».

## Экономика
СК «Торатау» производит КРС, молоко, мясо, свинину, сахарную свеклу сахарная, подсолнечник.

## Достопримечательности
- Гора Торатау[7].

## Религия
В селе есть мечеть.

## Исследователи
Башкирский литератор Сулпан Гуссамович Имангулов исследовал историю родного села, написал книгу о нём.

## Известные уроженцы
- Имангулов, Динислам Исламович (1924—2014) — электрик Стерлитамакского содово-цементного комбината, Герой Социалистического Труда, Почетный гражданин города Стерлитамака.
- Имангулов, Сулпан Гуссамович (1932—2001) — журналист Башкирского радио, писатель, член Союза писателей СССР, один из первых лауреатов республиканской премии им. Шагита Худайбердина.